# 秋草学園短期大学
秋草学園短期大学（あきくさがくえんたんきだいがく、英語: Akikusa Gakuen Junior College）は、埼玉県所沢市泉町1789に本部を置く日本の私立大学。1949年創立、1979年大学設置。大学の略称は秋草、秋短。

## 概観

### 大学全体
- 埼玉県所沢市に所在す日本の私立短期大学で、設置主体は学校法人秋草学園[1]。
- 1979年に開学。当初は昼間部、夜間部にそれぞれ1学科を置き、入学総定員150名体制をとる。
- 1985年度より2学科を増設、最大で昼間部4学科・夜間部2学科となっていたが、現在は昼間部3学科・夜間部1学科に縮小された。
- 学校法人及び短期大学の名称は、学園創始者の名字が秋草であることに因む。

### 建学の精神（校訓・理念・学是）
- 秋草学園短期大学における建学の精神は、「愛され信頼される女性の育成」となっている。

### 教育および研究
- 秋草学園短期大学は旧来の保育専門学校を発展改組する形で設置されており、保育者養成に力を入れている。
- 文化表現学科には、日本文化・文学からマンガ・アニメーション、ビジネス系科目などがある。

### 学風および特色
- 秋草学園短期大学は保育専門学校からの伝統を継承していることから、幼児教育学科はこの短期大学の目玉だといえる。
- 保育者を養成する学科が2つある。
- 夜間部が設置されており、近年ではまれに見る通学課程における勤労学生がいる。
- 現在でも女子を対象とした短大となっている。

## 沿革
- 1949年
  - 秋草学園が発足する[2]。
- 1955年
  - 同学園が学校法人となる[2]。
- 1969年
  - 秋草保育学院開校[2]。
- 1976年
  - 4月1日 秋草保育学院が専修学校の認可を受けて、秋草保育専門学校となる[2]。
- 1978年
  - 12月25日 左記を以て文部省[注 2]より短期大学の設置が認可される[3]。
- 1979年
  - 4月1日 秋草学園短期大学が以下の学科体制にて開学する[4]。
    - 幼児教育科
      - 第一部 入学定員150名[注釈 1]
      - 第二部 入学定員100名[注釈 1]

  - 5月1日 学生数[6]/定員
    - 幼児教育科
      - 第一部 270[注釈 2]/150
      - 第二部 150[注釈 2]/100
- 1985年
  - 4月1日 以下の学科を増設する[注 3]。
    - 国文科 入学定員100名[注釈 3]
    - 経営科 入学定員100名[注釈 3]

  - 5月1日 学生数[10]/定員
    - 幼児教育学科
      - 第一部 492[注釈 2]/300
      - 第二部 214[注釈 2]/300

    - 国文科 182[注釈 2]/100
    - 経営科 183[注釈 2]/100
- 1992年
  - 5月1日 学生数[注 4]/定員
    - 幼児教育学科
      - 第一部 442[注釈 2]/300
      - 第二部 362[注釈 2]/300

    - 国文科＋経営科 442[注釈 2]/400
- 1997年
  - 4月1日 学位授与機構認定の専攻科が設置される[13]。
    - 幼児教育専攻 入学定員20名
- 1999年
  - 5月1日 学生数[14]/定員
    - 幼児教育学科
      - 第一部 395[注釈 2]/300
      - 第二部 408[注釈 2]/300

    - 国文科＋経営科 395[注釈 2]/400
- 2001年
  - 4月1日 以下の学科を増設する[15]。
    - 地域保育学科
      - 第一部 入学定員50名
      - 第二部 入学定員50名

  - 同 以下の学科を名称変更する[15]。
    - 国文科 入学定員100名→日本文化表現学科 入学定員70名
    - 経営科 入学定員100名→ビジネスマネジメント学科 入学定員80名
- 2005年
  - 4月1日 既存の学科の入学総定員を以下の通り変更する[16]。
    - 日本文化表現学科 70→60
    - ビジネスマネジメント学科 80→60
    - 地域保育学科
      - 第一部 50→80
      - 第二部 50→40
- 2006年
  - 4月1日 以下の学科の学生募集を最終とする[注 5]。
    - ビジネスマネジメント学科
    - 地域保育学科第二部
- 2007年
  - 4月1日 地域保育学科第一部を地域保育学科に名称変更し、なおかつ修業年限を3年制とする。 さらに入学定員80→100に増員[17]。
  - 同 この年度の入学生より日本文化表現学科がビジネスマネジメント学科を統合し 文化表現学科して再編される[17]。
- 2009年
  - 3月31日 左記をもって旧来の日本文化表現学科が正式に廃止となる[18]。
- 2010年
  - 3月31日 左記をもって正式に廃止ビジネスマネジメント学科が廃止となる[19]。
- 2012年
  - この年をもって地域保育学科第二部が正式に廃止となる[20]。
- 2017年
  - 4月1日 文化表現学科の定員を100→65に減員[21]。
- 2018年
  - 4月1日 専攻科幼児教育専攻の学生募集を最終とする[注 6]。
- 2020年
  - 3月31日 専攻科幼児教育専攻を廃止[23]。

## 基礎データ

### 所在地
- 埼玉県所沢市泉町1789

### 交通アクセス
- 新所沢駅または航空公園駅下車。

### 象徴
- 秋草学園短期大学のカレッジマークはコスモスをイメージしたものとなっている[2]。

## 教育および研究

### 組織

#### 学科
- 幼児教育学科
  - 第一部 入学定員150名[1]
  - 第二部 入学定員100名[1]
- 文化表現学科 入学定員65名[1]
- 地域保育学科 入学定員100名[1]

#### 過去の学科体制
- 幼児教育学科
  - 第一部
  - 第二部
- 日本文化表現学科 入学定員60名[注釈 4]
- ビジネスマネジメント学科 入学定員60名[注釈 4]
- 地域保育学科
  - 第一部 入学定員80名[注釈 4]
  - 第二部 入学定員40名[注釈 4]

#### 過去にあった専攻科
- 幼児教育専攻 入学定員20名[注 7]

#### 別科
- なし

##### 取得資格について
資格
- 保育士
  - 幼児教育科
    - 第一部
    - 第二部

  - 地域保育学科[注 8]
- 司書資格：文化表現学科（旧来の日本文化表現学科を含む）
- 幼稚園教諭二種免許状[注 9]
  - 幼児教育科
    - 第一部
    - 第二部

  - 地域保育学科

#### 附属機関
- エクステンションセンター：2007年6月設置。

### 研究
- 『秋草学園短期大学紀要』[28]
- 『児童館の運営内容等に関する調査研究 (児童福祉問題調査研究事業報告書 平成26年度)』[29]
- 『放課後児童支援員等の研修体系のあり方等に関する調査研究 (子ども・子育て支援推進調査研究事業報告書 平成28年度)』[30]ほか。

## 学生生活

### 部活動・クラブ活動・サークル活動
- 秋草学園短期大学のクラブ活動
  - 体育系：バスケットボール・バレーボール・バドミントン・テニス・剣道ほか
  - 文化系：書道・茶道・陶芸・軽音楽ほか

### 学園祭
- 秋草学園短期大学の学園祭は「秋草祭」と呼ばれている。

### スポーツ
- バスケットボール部が「全国私立短期大学大会」にて優勝した実績がある。
- バレーボール部が、関東大学女子バレーボール連盟に所属している。

## 関係者と組織
- 「秋桜会」と称した同窓会組織がある。

### 関係者
- 北野大：学長

#### 出身者
- 吉沢秋絵 - 女優、元おニャン子クラブ

## 施設

### キャンパス
- 校舎は鉄筋5階建てとなっている。図書館は3階にあり、およそ56,000冊が所蔵されている。
- キャンパス内には、2000年度卒業生から贈られた記念碑がある。

### 寮
- 秋草学園短期大学には学生寮はなく、本短大から斡旋されているアパートを利用することになる。

### 系列校
- 秋草学園高等学校
- 秋草学園福祉教育専門学校

### 系列法人
- 社会福祉法人秋草福祉会あきくさ保育園

## 社会との関わり
- 「所沢市民大学講座」を催している。

## 卒業後の進路について

### 編入学・進学実績
- 明海大学・駿河台大学などが実績として挙げられる[31]。